# Heinz Inniger
Heinz Inniger, né le 18 décembre 1980 à Frutigen, est un snowboardeur suisse, spécialiste du slalom parallèle et du slalom géant parallèle.

## Palmarès

### Championnats du monde
- Championnats du monde 2007 à Arosa (Suisse) :
  -  Médaille de bronze en slalom géant parallèle.

### Coupe du monde
- 3e de la Coupe du monde de parallèle en 2006.
- 3 victoires en slalom géant parallèle.